# 富山県総合運動公園
富山県総合運動公園（とやまけんそうごううんどうこうえん、英: Toyama Athletic Recreation Park）は、富山県富山市にある富山県立の都市公園（運動公園）である。施設は富山県が所有し、公益財団法人富山県民福祉公園が指定管理者として運営管理を行っている。

## 概要
2000年（平成12年）に行われた第55回国民体育大会（2000年とやま国体）のメイン会場となった陸上競技場を中核施設として整備が進められ、1988年（昭和63年）に起工式（地鎮祭）が行われ、1991年（平成3年）3月に着工し、1993年（平成5年）10月1日の陸上競技場の完成により開場。翌年の1994年（平成6年）7月には、陸上競技場をメイン会場として全国高等学校総合体育大会（インターハイ）が開催された。その後、陸上競技場以外の公園設備の整備を進め、2000年（平成12年）6月8日の屋内グラウンド完成を以て全体が供用されたことで、現在の形態となる運動施設を中心とした総面積は約46ヘクタールの都市公園となった。

## 公園内施設

### 補助競技場

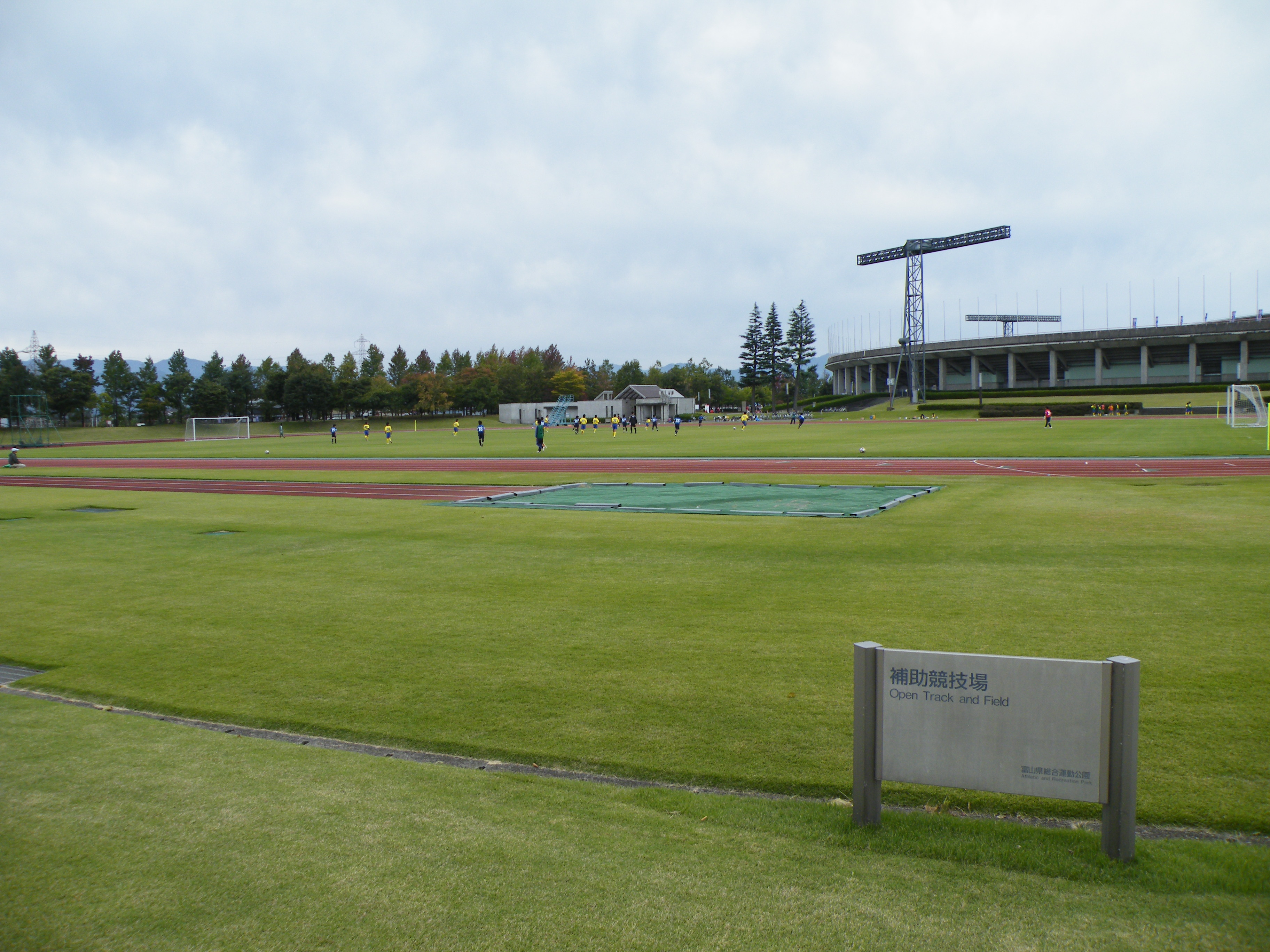
補助競技場

日本陸上競技連盟第3種公認の陸上競技場であり、当競技場の設置により陸上競技場が第1種公認となっている。
- トラック：全天候型舗装400m7レーン（直線部10レーン）
- フィールド：天然芝
- 照明設備：なし
- 観客席：なし

### 多目的広場
軟式野球2面、ソフトボール4面が可能なグラウンド。多客イベントの際には駐車場（1,180台）として利用できるよう芝部分が補強されている。
- 面積：37,580m2
- フィールド：天然芝およびクレー
- 照明設備：あり
- その他：審判室、ダッグアウト

### 屋内グラウンド
雨天時や降雪時でも各種競技の練習に利用できる屋根付きグラウンド。屋根部の素材にテフロン幕を使用し、採光性が確保されている。カターレ富山（Jリーグ）の室内練習に使用される他、県警察年頭視閲式などの冬季に屋外で行えない行事にも利用されている。
- 面積：6,354m2
- コート：67×62m（人工芝）
- 天井高：25m
- その他：審判室、ダッグアウト、ロッカー室、シャワー室

### クロスカントリーコース
全周2,100mのランニングコースで、舗装は弾力性のある素材で施工されている。

### その他施設
- 芝生スポーツ広場
- のびのび広場
- アルペン広場
- げんき広場
- きらめき茶屋